# Squier Telecaster Custom
La Squier Telecaster Custom es un modelo de guitarra eléctrica hecha por Squier como parte de su serie Vintage Modified. 

## Características
Es esencialmente un diseño híbrido asequible, que tiene características de diseño tanto de la Fender Telecaster Custom y la Fender Telecaster Deluxe. Squier Telecaster Custom se ha cobrado su configuración de pastillas de dos humbuckers en lugar de un humbucker y una configuración de bobina única, que se utilizó en el encargo. La Squier Telecaster Custom II, incluye dos pastillas P-90, en lugar de humbuckers. Ambos modelos tienen veintidós cuellos de arce y se ofrecieron originalmente en amarillo o negro con tres capas placas en blanco y negro. Los controles de ambos modelos, se componen de dos tonos y dos controles de volumen con un interruptor de tres vías, en la parte superior del instrumento. El puente es una silla de montar de seis cuerdas, con un diseño de carga trasera, similar al tipo utilizado en muchas guitarras Fender.
Recientemente, Fender han añadido una guitarra similar a su serie Player Classic: La Telecaster Deluxe Black Dove.